# Slobodan Rajković
Slobodan Rajković (Слободан Рајковић), född 3 september 1989 i Belgrad, Jugoslavien (nuvarande Serbien), är en serbisk fotbollsspelare (mittback). Han debuterade i det serbiska landslaget 2008.

## Karriär
Den 13 augusti 2020 värvades Rajković av ryska Lokomotiv Moskva, där han skrev på ett ettårskontrakt. Den 19 januari 2021 kom Rajković överens med Lokomotiv Moskva om att bryta kontraktet.